# Arlette Grosso
Arlette Grosso (Megève, 3 marzo 1937) è un'ex sciatrice alpina francese.

## Biografia

### Stagioni 1955-1958
Sciatrice polivalente, Arlette Grosso debuttò in campo internazionale in occasione del Grand Prix du Chamonix 1955 (Chamonix, 26-27 febbraio), dove si classificò 13ª nella discesa libera e 10ª nello slalom speciale; nel 1957 vinse lo slalom speciale e si piazzò 3ª nella combinata del Czech-Marusarzówna-Memorial (Zakopane, 22-24 marzo) e fu 2ª in entrambi gli slalom speciali del Grand Prix du Printemps (Méribel/Courchevel, 28-31 marzo).
Ai Mondiali di Badgastein 1958 (2-9 febbraio), suo esordio iridato, si classificò 22ª nella discesa libera, 14ª nello slalom gigante e non completò lo slalom speciale; nel prosieguo della stagione si piazzò 2ª nella discesa libera, nello slalom speciale e nella combinata dell'Otto Furrer Memorial (Zermatt, 14-16 marzo) e 3ª sia nello slalom gigante di Krippenstein del 20 aprile, sia in quello di Sölden del 25 aprile.

### Stagioni 1959-1962
Nel 1959 fu 2ª nello slalom speciale del Grand Prix Feminine (Saint-Gervais-les-Bains, 24-26 gennaio), vinse lo slalom speciale e la combinata dell'Otto Furrer Memorial (Zermatt, 13-15 marzo), si classificò 3ª nel secondo slalom gigante del Grand Prix du Maurienne (La Toussuire, 5-6 aprile) e 3ª nello slalom speciale del Grand Prix du Savoie (Méribel/Courchevel, 8-10 aprile); l'anno dopo vinse la discesa libera e la combinata del Grand Prix Feminine, dove si piazzò anche 2ª nello slalom speciale (Saint-Gervais-les-Bains, 21-23 gennaio), e agli VIII Giochi olimpici invernali di Squaw Valley 1960 (19-27 febbraio), sua unica presenza olimpica, fu 24ª nella discesa libera, 18ª nello slalom gigante, 22ª nello slalom speciale e 10ª nella combinata, disputata in sede olimpica ma valida solo ai fini dei Mondiali 1960.
Nella stagione 1960-1961 si classificò 2ª nello slalom speciale del Criterium de la première neige (Val-d'Isère, 16-18 dicembre), 3ª nella discesa libera, 2ª nello slalom gigante e 3ª nella combinata delle Silberkrugrennen (Badgastein, 3-5 febbraio), 2ª nel primo slalom gigante del Grand Prix du Maurienne (La Toussuire, 18-19 marzo), 3ª nello slalom speciale del Grand Prix du Savoie (Méribel, 22-23 marzo), 2ª nelle Drei-Gipfel-Rennen (Arosa, 25-26 marzo) e 2ª nello slalom gigante dell'Otto Linher Memorial (Zürs, 16 aprile). Ai Mondiali di Chamonix 1962 (10-18 febbraio), suo congedo iridato, si piazzò 18ª nella discesa libera del 17 febbraio, l'unica gara nella quale prese il via; chiuse la sua carriera agonistica al successivo trofeo Arlberg-Kandahar (Sestriere, 9-11 marzo).

## Palmarès

### Classiche
Czech-Marusarzówna-Memorial
- 1 vittoria (slalom speciale a Zakopane 1957)

Grand Prix Feminine
- 2 vittorie (discesa libera, combinata a Saint-Gervais-les-Bains 1960)

Otto Furrer Memorial
- 2 vittorie (slalom speciale, combinata a Zermatt 1959)

### Campionati francesi
- 5 ori (slalom speciale nel 1957; slalom speciale nel 1958; slalom speciale nel 1959; slalom gigante, combinata nel 1961)[senza fonte]